# 刑部星矢
刑部 星矢（ぎょうぶ せいや、1989年11月23日 - ）は、東京都町田市出身。日本のバレエダンサーである。2019年、松山バレエ団からNBAバレエ団に移籍。

## 経歴
6歳の時松山バレエ学校、町田支部(現、町田・相模大野校)にて、バレエを始める。
森下洋子、清水哲太郎に師事する。2013年「くるみ割り人形」に初主演。
2015年、25歳ルドルフ・ヌレエフ版「眠れる森の美女」全幕公演で森下洋子と主演を務める。
それ以来「くるみ割り人形」「新・白鳥の湖」「ロミオとジュリエット」「シンデレラ」で、森下洋子のパートナーを務めている。
2017年6月訪中公演では、北京と上海で、新「白毛女」の主演をつとめる。同年11月には、新「白毛女」東京公演の主演を務めた際、清水哲太郎、森下洋子と共に、美智子皇后と接見している。
2019年、松山バレエ団を退団し、同年NBAバレエ団にソリストとして移籍。